# SN 1953G
SN 1953G – supernowa odkryta 14 lutego 1953 roku w galaktyce A105912+5016. W momencie odkrycia miała maksymalną jasność 16,50m.